# رابح لطفي جمعة
رابح محمد لطفي جمعة، (1928 - 2003م)، كاتب وأديب وشاعر مصري راحل وهو ابن محمد لطفي جمعة. ولد عام 1928 في القاهرة. حصل على ليسانس الحقوق عام 1951. عين بالنيابة العامة، وتدرج في وظائف القضاء إلى أن وصل إلى نائب رئيس محكمة النقض، ثم نائب رئيس المحكمة الدستورية العليا، وبعد أن أحيل للتقاعد عين مستشاراً بالمحكمة العليا للقيم حتى 1991.
بدأ قول الشعر في سن مبكرة، ونشر العديد من قصائده في الدوريات العربية مثل الأهرام، والزمان، ومنبر الشرق، والمقتطف، كما نشر العشرات من مقالاته ودراساته في الأدب والنقد واللغة في العربي (الكويتية) والفيصل، والمجلة العربية، والمنهل، والدارة، (السعودية) والفكر والشعر ( التونسيتين)، والدوحة، والمأثورات الشعبية (القطريتين)، والشعر(القاهرية). له من الإيناء لطفي.

## دواوينه الشعرية
له أربعة دواوين شعرية جاهزة للطبع وهي: 
- صديقة القمر
- أغاني الشباك
- بلادي
- خطب الليل
- وديوان شعر منثور بعنوان: أشعار بلا أجنحة.

## مؤلفاته
- العدوان الثلاثي،
- حالة الأمن في عهد الملك عبد العزيز، إصدارات دارة الملك عبد العزيز، ط1، 1982م، 24×17 سم، 327 صفحة.
- محمد لطفي جمعة، سلسلة الأعلام، الهيئة المصرية العامة للكتاب، القاهرة، ط1، 1975م، 13.5 * 20سم، 203 صفحة.
- محمد لطفي جمعة وهؤلاء الأعلام، مطبعة الوزان، القاهرة، 1991م.

## جوائز حصل عليها
حصل على المركز الأول في مسابقة جريدة الزمان 1951 وفي مسابقة نادي الطائف الأدبي 1986، وجائزة عبد العزيز سعود البابطين للإبداع الشعري في فرع أحسن قصيدة 1991.